# Th.H. Helmerhorst
Firma Th.H. Helmerhorst was een tapijtknoperij en handweverij te Amsterdam van 1923 tot 1979.

## Geschiedenis
De firma Th.H. Helmerhorst werd in 1923 als Tapijtknoperij en Handweverij door Theodorus Hendrikus Helmerhorst (1879-1943) opgericht aan de Lange Leidschedwarsstraat 26 te Amsterdam. Het bedrijf verhuisde in 1930 naar het pand Bloemstraat 21. De fabriek in de drukbevolkte Jordaan had op de begane grond achter de grote deuren het magazijn, de toonkamer en het kantoor. Op de twee verdiepingen stonden de weefgetouwen voor het weven van de wol: verticale voor tapijten en horizontale voor lopers en ‘kleine kleedjes’. Ook een zogenaamd ‘jacquard-getouw’ voor het weven van patronen was aanwezig.
Gijsbertus Theodorus Helmerhorst (1912-2001) nam in 1943 het bedrijf over. In de oorlog was het niet eenvoudig om aan wol en klanten te komen maar de zaak kon het hoofd boven water houden. Na de oorlog ging het snel beter. In 1947 vond er een verbouwing plaats en kwamen er (Engelse) weefgetouwen voor brede smyrna-tapijten, met een ‘bezetting’ van drie tot vijf 'meisjes' per getouw. Het personeel bestond in die tijd uit ongeveer twaalf vrouwen en twee à drie mannen (waaronder de bedrijfsleider).
Sinds 1947 werkte G.Th. Helmerhorst samen met Lou Kreymborg (1919-1993), oprichter van een agenturenfirma met een visionaire blik op modern binnenhuis design. De tapijten werden aanvankelijk in patroon uitgevoerd, vanaf de jaren 70 kwam het 'hoogpolige' handgeweven (kamerbrede) uni-dessin smyrna-tapijt in de mode.

## Klanten
De handgeweven karpetten werden na de oorlog verkocht in de Bijenkorf, Pander, Metz & Co en andere zaken voor prestigieuze binnenhuisstijl. Ook particuliere klanten wisten de weg naar de Bloemstraat te vinden. De klanten werden ontvangen in de toonzaal/magazijn. Helmerhorst gaf met zijn sterk gevoel voor kleur en decor adviezen en maakte ter plaatse een staal of voorbeeld-'tampon', zodat de kleur perfect kon worden beoordeeld. De zaak liep goed en de firma was gezond. Tapijten van de firma prijk(t)en in de burgemeesterswoning te Amsterdam, in het Amsterdamse Hilton hotel, aan boord van de schepen van de Holland-Amerika Lijn en van de Groene Draeck (zeilschip van prinses Beatrix). Op veilingen is soms nog 'een Helmerhorst' te koop.

## Sluiting
In het begin van de jaren 60 wilde G.Th. Helmerhorst meer tijd voor zichzelf. Hij verkocht de fabriek aan Henri Desseaux, waarmee hij was bevriend geraakt en ging zich bezighouden met charitas, advies- en bemiddelingswerk. Desseaux was eigenaar van machinale tapijtfabrieken in Oss. De grote fabriek Desso had echter nauwelijks de expertise om de kleine handweverij van de firma Th. H. Helmerhorst (de naam bleef) te laten floreren en het bedrijf raakte in verval. Enkele jaren later kocht Helmerhorst de zaak weer op en maakte een succesvolle doorstart. Voor zijn studerende kinderen wenste hij een andere toekomst. Halverwege de jaren 70 werd de fabriek overgenomen door Millenerpoort, oorspronkelijk een sociale werkvoorziening te Sittard. De naam van de firma Helmerhorst werd overgedragen aan de corporatie Weverij de Ploeg, die echter daar geen invulling aan heeft gegeven.